# Presse Océan
Pour les articles homonymes, voir Océan (homonymie).
 (juillet 2020).
Si vous disposez d'ouvrages ou d'articles de référence ou si vous connaissez des sites web de qualité traitant du thème abordé ici, merci de compléter l'article en donnant les références utiles à sa vérifiabilité et en les liant à la section « Notes et références ».
 (juillet 2020).
Presse Océan est un quotidien régional français de la Loire-Atlantique.
Lointain héritier de L'Ami de la Charte, fondé en 1819, à travers Le National de l'Ouest (1837-1851) et Le Phare de la Loire (1852-1944), puis La Résistance de l'Ouest (1944-1960), il est considéré comme le quotidien historique des Nantais. Il est depuis 2005 un des journaux du groupe Sipa - Ouest-France. Presse Ocean est publié en quatre éditions dans le département, à Nantes et à Saint-Nazaire notamment. En 2018, il était diffusé à 27 400 exemplaires papier

## Historique

### DeL'Ami de la Charte(1819) àPresse Océan(1960)
En 1819, Louis Victor Mangin (1755-1825), éditeur depuis 1782 de La Feuille de Nantes, crée le quotidien libéral L'Ami de la Charte. Son fils Charles-Victor (1787-1853) lui donne en 1837 le renomme Le National de l'Ouest, journal républicain qui est suspendu le 24 décembre 1851 peu après le coup d'état de Louis-Napoléon Bonaparte ; en janvier 1852, il crée Le Phare de la Loire, dirigé ensuite par ses deux fils, Charles (1819-1867) puis Évariste (1825-1901). 
En 1876, Évariste vend le journal à George Schwob (1822-1892), qui le transmet à son fils Maurice (1859-1928). Dans les années 1890, son autre fils, Marcel Schwob écrit régulièrement dans Le Phare, et un peu plus tard, Lucy Schwob, fille de Maurice. 
En 1928, Le Phare passe aux mains de Francis  Portais (1869-1945) ; en octobre 1940, Francis Portais se met en retrait et laisse la direction à son gendre, René Bentz. Ayant continué de paraître sous l'Occupation, Le Phare est suspendu le soir du 13 août 1944, au lendemain de la libération de Nantes ; son équipement est pris en charge par le Comité départemental de Libération qui lance dès le 17 août La Résistance de l'Ouest. 
En juin 1960, La Résistance de l'Ouest devient Presse Océan. 
Si on fait remonter Presse Océan à L'Ami de la Charte, il est le second plus ancien quotidien français, après un journal corse datant de 1815.
Il n'a cependant pas l'importance de L'Ami de la Charte ni surtout du Phare de la Loire, journal auquel était abonné Victor Hugo durant son exil à Guernesey et qui avait une aura nationale à l'époque des Mangin et des Schwob. Même à Nantes et en Loire-Atlantique, Presse Océan est désormais surclassé par Ouest-France, premier tirage français, issu de Ouest-Eclair, fondé en 1899 à Rennes, mais conçu dès l'origine comme journal de tout l'Ouest de la France.

### La Résistance de l'Ouest(1944-1960)
À la Libération, qui survient le 12 août à Nantes, le Phare de la Loire paraît pour la dernière fois le 13 août 1944, fêtant l'événement, avec un éditorial collectif essayant de justifier sa parution pendant la guerre et condamnant les éléments collaborationnistes qui y ont été présents. 
Mais il est suspendu le soir même par le Comité départemental de libération et interdit de publication le 15 août par le commissaire de la République Michel Debré. Ses biens sont réquisitionnés au profit de La Résistance de l'Ouest, qui débute le 17 août, sous la direction de Jean Philippot, du Front national, avec Jean-Baptiste Gendron comme rédacteur en chef. La société éditrice est placée sous séquestre au début de 1945. Les dirigeants du Phare et plusieurs journalistes sont inculpés pour collaboration. Francis Portais meurt avant son procès et René Bentz est condamné à cinq mois de prison (février 1946).
Au début de 1945, Jean Philippot quitte le journal pour assumer ses fonctions de maire de Nantes. Pendant l'été, un ancien journaliste du Phare, Rémy Vincent, de retour à Nantes en juin 1945 depuis le camp de Buchenwald, donne un témoignage de son expérience concentrationnaire dans le journal (juillet 1945). En revanche, il ne réussit pas à s'imposer à sa tête, malgré le soutien de Jean-Baptiste Gendron. 
Le 17 septembre 1945, La Résistance de l'Ouest est en effet placée sous le contrôle de l'UDSR de René Pleven ; sur le plan financier, en décembre 1945, est constituée une SARL, la Société d'édition de presse de la Résistance de l'Ouest, dans laquelle des personnalités détiennent des parts au nom de l'UDSR ou de mouvements de résistance adhérents de l'UDSR (Libération nationale, Libération-Nord et Ceux de Libération). Parmi les treize porteurs de parts se trouvent notamment : Eugène Claudius-Petit, Georges Gorse, et des personnalités qui vont jouer un rôle effectif à la tête du journal : Charles Nassivet, Augustin Davaine, Emile Broodcoorens, Jean Coché, Claude Berneide-Raynal, etc. Henri Maurice devient directeur et Georges Aguesse rédacteur en chef.
Dès 1945, La Résistance de l'Ouest est associée avec le Populaire de l'Ouest, journal radical dirigé par Gaston Veil puis par André Morice ; les deux journaux partagent l'utilisation de l'imprimerie, de la photogravure et des moyens de transport. Ils sont aussi tous deux débiteurs vis-à-vis de la SNEP, propriétaire des biens séquestrés du Phare. En octobre 1948, ils créent une structure commune de vente et de gestion, Ouest-Presse. En 1952, ils créent une régie publicitaire commune France-Atlantique Publicité.
À la fin de 1948, La Résistance de l'Ouest atteint un tirage de 110 000 exemplaires. En mai 1949, le journal s'installe dans un immeuble neuf, allée Duguay-Trouin, inauguré le 21 par le président Vincent Auriol. 
La société éditrice de La Résistance de l'Ouest connaît une évolution au début des années 1950. Les porteurs de part deviennent les actionnaires du journal. En effet, les parts, détenues au nom de mouvements sans personnalité juridique, sont légalement la propriété des porteurs, transmissible dans une succession. En 1950, le président de Libération-Nord (non porteur) demande à ses représentants de renoncer à cette propriété, ce qui est accepté par Emile Broodcoorens, mais pas par Jean Coché. En 1956, un procès est engagé par les mouvements pour annuler l'acte de constitution de la SARL, mais le tribunal de Nantes refuse, ainsi que la cour d'appel de Rennes.
En 1955, se produit une rupture de l'association avec Le Populaire de l'Ouest (L'Eclair à partir de janvier 1956).
En 1960, du fait d'une situation financière peu favorable, Claude Berneide-Raynal, porteur de parts jusque-là peu actif, devient créancier du journal, impose la transformation de la SARL en SA et prend le poste de président-directeur général.
En quelques semaines, le nom de Presse Océan, d'abord accolé à celui de La Résistance de l'Ouest, fait disparaître celui-ci.

### Presse Océan

#### La période Berneide-Raynal (1960-1981)
Très rapidement, de nouveaux accords de coopération sont conclus entre Claude Berneide-Raynal et le nouveau patron de L'Eclair, Robert Hersant. On arrive à une forte synergie entre les deux quotidiens, qui ont de nombreuses pages communes, différant cependant par leur option politique, plus favorable au gouvernement du général de Gaulle à Presse-Océan qu'à L'Eclair. 
Un autre changement important est le rapprochement avec Ouest-France, à une époque où celui-ci réalise seulement un tiers des ventes en Loire-Atlantique et un quart dans l'agglomération nantaise. Les accords portent sur la publicité avec la constitution de la société Havas Atlantique Publicité et sur le partage des petites annonces et des annonces légales. Ouest-France accepte que les bénéfices soient répartis indéfiniment selon la situation de 1967 : 60 % pour Presse Océan, 40 % pour Ouest-France. Le SNJ de Presse Océan proteste d'ailleurs contre ce qu'il considère comme une faveur à un concurrent. 
Durant cette période, Presse Océan bénéficie d'un facteur favorable avec la réussite du Football Club de Nantes (FCN) à partir de 1965.
En 1971, Claude Berneide-Raynal fait entrer dans l'équipe dirigeante Dominique Claudius-Petit, nommé directeur général adjoint, qui, de 1973 à 1988, dirige le passage à l'informatique du journal, un des plus en avance en France de ce point de vue.
Parmi les collaborateurs temporaires, on peut noter la présence de :
- Claude Sérillon, au début des années 1970, y est pigiste alors qu'il poursuit ses études en lettres. Il fait son entrée à Presse Océan en 1970 à l'occasion d'un voyage en Norvège : il propose alors un reportage sur le club de football Strømsgodset IF que le FCN doit rencontrer un peu plus tard. Le 28 janvier 1972, au cours de sa tournée des informations, il se trouve place Saint-Pierre à Nantes alors que débute  l'incendie de la cathédrale ; il est donc le premier journaliste présent sur les lieux, suivant les pompiers dans les combles du bâtiment et son reportage est au premier plan du numéro consacré à cet événement ;
- Jean Rouaud, après ses études de lettres, entre à Presse Océan en 1978 comme secrétaire de la permanence de nuit ; il devient ensuite billettiste de L'Éclair ; il est licencié en 1981. De son passage dans la presse nantaise, il a tiré  le livre Régional et drôle qui donne son titre à un recueil de textes autobiographiques[6].

La fin des années 1970 est marquée par le renforcement des liens avec le groupe Hersant. En particulier, en 1977, Claude Berneide-Raynal abandonne le projet d'imprimerie moderne à Saint-Herblain au profit de l'imprimerie de Robert Hersant à Sautron. Au début de 1981, il le fait entrer au conseil d'administration de la société éditrice, la SERPO, malgré les réticences du personnel et de certains dirigeants, et donne sa démission en décembre 1981. Philippe Mestre, ancien préfet de Loire-Atlantique, est nommé à la tête de la SERPO.

#### La période Hersant-Socpresse (1981-2004)
La direction Mestre (1982-1993)
Peu après l'arrivée de Philippe Mestre, le vice-président Jean Coché, présent depuis 1945, quitte le journal, suivi en 1984, du rédacteur en chef Henri Missire qui est remplacé par Jean-Marie Gautier, un proche de Robert Hersant.
En 1983, La Liberté du Morbihan, à Robert Hersant depuis 1974, est associé à Presse Océan sur le mode de L'Éclair.
1984 est la première année déficitaire depuis 25 ans ; ce déficit se poursuivant en 1985 et 1986 (cumul de 14 millions en 1986), Robert Hersant décide d'opérer des changements : rappel de Dominique Claudius-Petit ; Philippe Mestre devient président, et un directeur général est nommé : Christian Renet. Celui-ci propose un plan d'économies drastiques qui permet un retour à l'équilibre.
À partir de 1990, le statu quo entre Ouest-France et Presse Océan est rompu avec le rachat par Ouest-France de La Presse de la Manche (1990), suivi du rachat du Maine libre et du Courrier de l'Ouest par la Socpresse (1991). Début 1993, Ouest-France propose de réviser les accords de 1967 selon un partage 50-50 (qui serait encore avantageux pour Presse Océan), mais cela n'aboutit pas. Havas Atlantique Publicité disparaît et est remplacée par la Precom (Ouest-France) et Havas Régie Ouest. Ouest-France, qui ouvre alors son centre de la Chevrolière (14 mai 1993) lance une grande offensive sur le marché des petites annonces, ainsi que sur le plan du lectorat. C'est l'époque où ce journal confirme définitivement sa progression régulière en Loire-Atlantique et dans la région nantaise, au détriment de Presse Océan.
Philippe Mestre, devenant ministre dans le gouvernement de cohabitation d'Édouard Balladur, Yves de Chaisemartin, PDG de la Socpresse, devient PDG de la SERPO.
La direction Chaisemartin (1993-2004)

Ancien logo de Presse-Océan

Yves de Chaisemartin est le PDG de la Socpresse, principal actionnaire de la SERPO.
En 1995, La Liberté du Morbihan disparaît (28 octobre).
Le 21 avril 1996, Robert Hersant meurt, laissant son groupe à Yves de Chaisemartin. Mais la situation est difficile.
Deux suppléments de type magazine accompagnent le journal en fin de semaine : TV Magazine le samedi, et Version Femina le dimanche.
En novembre 1997, le journal concrétise son projet d'édition dominicale (Presse Océan Dimanche).
En décembre 2004, il lance sa propre chaîne de télévision hertzienne émettant sur l'agglomération nantaise : Nantes 7. Mais à cette date, Presse Océan quitte le groupe Hersant.

#### La période actuelle: de Dassault àOuest-France
En 2004, Socpresse, dont Presse Océan, passe aux mains de l'industriel Serge Dassault. 
En décembre 2005, celui-ci revend le journal au Groupe SIPA - Ouest-France. En février 2006, Dominique Luneau devient rédacteur en chef.
Deux autres éditions, publiées en Vendée sous la dénomination Vendée-Matin, ont disparu en juin 2008. En avril 2008, confronté à de graves difficultés financières, le conseil d'administration du journal arrête  un « plan de relance » dont l'objectif est d'atteindre l'équilibre financier en 2011. À cette date Presse Océan dispose d'une équipe de 50 journalistes et de 200 correspondants locaux, rattachés à 10 rédactions (6 en Loire Atlantique et 4 en Vendée). Mais les mesures annoncées privilégient le développement du lectorat sur les bassins de vie de Nantes et de Saint-Nazaire, et le passage du journal au tabloïd. Les rédactions d’Ancenis et de Châteaubriant sont fermées et l’édition vendéenne Vendée-Matin est supprimée. Nommé directeur général délégué, Dominique Luneau est chargé de la mise en œuvre de ce plan tout en conservant ses fonctions de rédacteur en chef.
Le 13 janvier 2009, le journal change de maquette et passe donc au format tabloïd, souhaitant ainsi « s'affirmer sans complexe comme un quotidien populaire et urbain ». Presse Océan entend ainsi « mieux se différencier » d'Ouest-France et espère arrêter la baisse de ses ventes, continue « depuis une quinzaine d'années ». 
Dominique Luneau prend la décision de quitter le journal en février 2009. Il est remplacé, aux mêmes fonctions, par Michel Cellier, le directeur général des chaînes de télévisions locales Nantes 7 et Angers 7. En janvier 2010, Jean-Paul Brunel, déjà directeur délégué du Courrier de l'ouest et du Maine libre, est nommé directeur délégué de Presse Océan, tandis que Marc Dejean, rédacteur en chef de Maine libre, est nommé rédacteur en chef du journal. Nommé directeur des rédactions du groupe des Journaux de Loire, basé à Angers, il est remplacé à partir du 1er octobre 2015 par Jérôme Glaize, précédemment rédacteur en chef du Maine Libre.
Déménagements
Le 29 février 2012, la rédaction et l'administration du journal déménagent pour la première fois de son existence, quittant leurs locaux de la rue Santeuil, pour s'installer au 15, rue Deshoulières, dans les locaux de l'ancienne clinique Saint-François. Le journal déménage de nouveau le 24 avril 2019 pour s’installer dans l’immeuble déjà occupé par les rédactions nantaises du quotidien régional Ouest-France, de la radio Hit West (appartenant au Groupe Sipa - Ouest-France) et du quotidien gratuit 20 Minutes (appartenant à 50% au groupe Ouest-France), 2 quai François-Mitterrand à Nantes. Son siège est depuis le 24 avril 2019 au no 2 quai François-Mitterrand à Nantes. 

## Diffusion
La diffusion payée de Presse Océan (quotidien) s'établit officiellement comme suit, selon l'OJD :
| Années    | 2001   | 2002   | 2003   | 2004   | 2005   | 2006   | 2007   | 2008   | 2009   | 2011   | 2012   | 2013   | 2014  | 2015   | 2016   | 2017   | 2018   |
| --------- | ------ | ------ | ------ | ------ | ------ | ------ | ------ | ------ | ------ | ------ | ------ | ------ | ----- | ------ | ------ | ------ | ------ |
| Diffusion | 55 342 | 54 112 | 53 653 | 52 140 | 49 453 | 44 576 | 45 204 | 45 318 | 34 488 | 34 417 | 34 447 | 33 181 | 32118 | 30 797 | 29 425 | 28 488 | 27 416 |

Les chiffres de l'édition Presse Océan Dimanche s'établissent officiellement comme suit, selon l'OJD :
| Années    | 2005   | 2006   | 2007   | 2008   | 2009   | 2010 | 2011 | 2012   | 2013   | 2014   | 2015   | 2016   | 2017   | 2018   |
| --------- | ------ | ------ | ------ | ------ | ------ | ---- | ---- | ------ | ------ | ------ | ------ | ------ | ------ | ------ |
| Diffusion | 27 243 | 25 563 | 26 168 | 23 170 | 21 124 |      |      | 22 826 | 22 732 | 22 505 | 22 174 | 21 554 | 21 169 | 20 285 |